# Дом композиторов (Новосибирск)
Дом композиторов — кирпичный особняк, построенный в 1911 году. Расположен в Центральном районе Новосибирска. Памятник архитектуры регионального значения.

## Описание
Здание выходит главным (южным) фасадом на красную линию застройки улицы. Одноэтажный и практически Г-образный в плане  объём выполнен из красного кирпича.
Цокольный этаж кирпичный с южного фасада и бутовый с других сторон. Сводчатое перекрытие над цоколем также кирпичное.
Главный фасад симметричен, с богатым декором: профилированные прямоугольные ниши, элементы в форме ваз, зубчики, полуколонки, профилированные пояса. Оконные проёмы с лучковым завершением — со сложными сандриками на первом этаже и кирпичными наличниками в цоколе.
Здание венчает широкий многоярусный карниз, базируюшийся на декоративных кронштейнах. Три трёхчастных аттика главного фасада имеют криволинейное завершение и полуциркульные ниши. В среднем устроено слуховое окно.
Декор остальных фасадов лаконичен.
Со стороны северного фасада расположена появившаяся в более поздний период пристройка, где находятся входы на цокольный и первый этажи.
С восточной стороны уцелел кирпичный фрагмент от ворот с петлями из металла.
На южном фасаде размещена памятная доска, посвящённая композитору Аскольду Мурову.
Габариты дома в плане — 14,8 × 11,7 м..

## Организации
По данным на 2018 год, в здании располагался Союз композиторов Сибири.